# Amphibulus satageus
Amphibulus satageus är en stekelart som först beskrevs av Cresson 1874.  Amphibulus satageus ingår i släktet Amphibulus och familjen brokparasitsteklar. Inga underarter finns listade i Catalogue of Life.